# Jennifer Hudson
Jennifer Kate Hudson (Chicago, Illinois, 1981. szeptember 12. –), ismertebb becenevén J.Hud Oscar-, Golden Globe-, és kétszeres Grammy-díjas amerikai énekesnő, színésznő. 2020-ban a világ legbefolyásosabb 100 embere között szerepelt a Time magazinban.
Hudson 2004-ben szerzett ismertséget az American Idol tehetségkutató versenyen, ahol a hetedik helyen végzett. 2006-ban debütált a filmvásznon, mint Effie White a Dreamgirls (2006) című musicalben, amelyért többek között Oscar-díjat nyert A legjobb női mellékszereplő kategóriában. Kezdeti sikereit követően Hudson leszerződött az Arista kiadóhoz és 2008-ban megjelentette önmagáról elnevezett első stúdióalbumát, amely arany minősítést kapott az Egyesült Államokban, valamint több mint egymillió példányban kelt el világszerte. A lemez Grammy-díjat nyert A legjobb R&B album kategóriában. Későbbi stúdióalbumai, az I Remember Me (2011) és a JHUD (2014) további kereskedelmi sikereket hoztak, az előbbi az Egyesült Államokban arany minősítést kapott. Hudson zenei projektjei alatt olyan filmekben szerepelt, mint a Szex és New York (2008), A méhek titkos élete (2008), a Winnie (2011), a Közel a karácsony (2013), az Énekelj! (2016), a Macskák (2019), valamint olyan televíziós műsorokban, mint a Kasszasiker (2012), az Empire (2015) és a Bizonyosság (2016). 2015-ben Hudson a Broadway-en is debütált a The Color Purple című musicalben.
Hudson 2008-ban jelentős médiafigyelmet kapott, amikor édesanyját, testvérét és unokaöccsét megölték egy lövöldözésben. A következő évben visszatért a nyilvánosság elé és fellépett a Super Bowl XLIII-n, illetve egyéb mainstream eseményeken. Hudsont Barack Obama egykori amerikai elnök barátjának nevezték, aki meghívta őt, hogy jelenjen meg vele egy adománygyűjtésnél Beverly Hillsben 2009 májusában. Hudson a Fehér Házban is fellépett az emberi jogok megóvása érdekében megtartott eseményen. 2013-ban csillagot kapott a Hollywoodi hírességek sétányán. 2017 és 2019 között mentorként tűnt fel a The Voice tehetségkutató műsor brit és amerikai verziójában, előbbiben ő lett az első női mentor, aki megnyerte a versenyt. 2022-ben elindította saját talkshow-ját The Jennifer Hudson Show címmel.

## Gyermekkora és iskolás évek
Hudson 1981. szeptember 12-én született Chicagóban (Illinois), Darnell Donerson és Samuel Simpson harmadik és legfiatalabb gyermekeként. Englewoodban baptistaként nevelkedett, és a Dunbar Vocational High Schoolba járt, amelyet 1999-ben végzett el. Az énekesnő Whitney Houstont, Aretha Franklint és Patti LaBelle-t említi legnagyobb inspirációjának. Mariah Careyt is megemlítette, mint „zenei hősei” egyike. Hétéves korától rendszeresen fellépett a templomi kórusban, valamint a néhai nagyanyja, Julia segítségével a helyi színházban is feltűnt. 2003-ban beiratkozott az Oklahoma állambeli Langston Egyetemre, de tanulmányait egy félév után félbehagyta honvágya, valamint a helyi időjárásra hivatkozva. Ezt követően a chicagói Kennedy–King College hallgatója volt.
2002 januárjában kötötte első lemezszerződését a chicagói Righteous Records független kiadóval. 2004-ben azonban felbontották az ötéves szerződést, annak érdekében Hudson szerepelhessen az American Idolban.

## Pályafutása

### 2004–2005:American Idol
Hudson részt vett az American Idol tehetségkutató műsor harmadik évadának meghallgatásán Atlantában. Miután megjegyezte, hogy az elmúlt hónapokban a Disney Wonder óceánjáró hajó fedélzetén énekelt, mint Herkules egyik Múzsája, az egyik zsűritag, Randy Jackson azt mondta neki: „Többet várunk tőled, mint egy hajós előadás”. Hudson a legtöbb szavazatot kapta a Top 9-ben a 2004. április 6-i adás során, melyben Elton John Circle of Life című dalát adta elő, de két héttel később a Top 7-ben kiesett a versenyből, miután elénekelte Barry Manilow Weekend in New England című dalát. Hudson kiesése nagy vitát keltett a műsorban. 2009 májusában az MTV minden idők hatodik legjobb American Idolos versenyzőjének nevezte meg Hudsont, kiesését pedig „sokkolónak” írták le. 2010 májusában a Los Angeles Times az Idol történetének harmadik legjobb énekesnének nevezte meg Kelly Clarkson és Carrie Underwood mögött.

#### Fellépései
| Hét                       | Előadott dal                         | Eredeti előadó           |
| ------------------------- | ------------------------------------ | ------------------------ |
| Meghallgatás              | Share Your Love With Me              | Aretha Franklin          |
| Elődöntő                  | Imagine                              | John Lennon              |
| Wild Card                 | I Believe in You and Me              | Four TopsWhitney Houston |
| Top 12 Soul               | Baby, I Love You                     | Aretha Franklin          |
| Top 11 Country            | No One Else on Earth                 | Wynonna Judd             |
| Top 10 Motown             | (Love Is Like A) Heat Wave           | Martha and the Vandellas |
| Top 9 Elton John dalai    | Circle of Life                       | Elton John               |
| Top 8 A mozi dalai        | I Have Nothing a Több mint testőrből | Whitney Houston          |
| Top 7 Barry Manilow dalai | Weekend in New England               | Barry Manilow            |

### 2006–2007:Dreamgirlsés áttörés
Legelső zenei szereplése lemezen a The Future Ain't What It Used to Be című duettben volt Meat Loaf Bat Out of Hell III: The Monster Is Loose című stúdióalbumán. 2006 szeptemberében előadta az Over It című dalt a Fox Chicago Morning News műsorában. Az interjúban kijelentette, hogy a dal debütáló albumán szerepel majd, melyet 2007 elején adnak ki;  ez azonban még azelőtt történt, hogy lemezszerződést kötött volna egy kiadóval. 2006 novemberében Hudson leszerződött az Arista Records kiadóhoz. Hudson egy dalt is felvett, melyet Bill Grainerrel és Earl Powell-lel közösen írt Stand Up címen. A szám produceri munkálatait Powell és Herman Little III végezték, illetve ők is hangszerelték. A ballada később elérhetővé vált Hudson önmagáról elnevezett albumának deluxe kiadásában, mint bónusz szám.

2005 novemberében Hudsont beválogatták Effie White szerepére a Dreamgirls című filmben, ahol többek között Beyoncé, Eddie Murphy és Jamie Foxx mellett szerepelt. A szerep Hudson legelső filmszerepe volt. Több száz hivatásos énekes és színésznő, köztük Fantasia Barrino elől nyerte el a szerepet. A Dreamgirls forgatása 2006. január 9-én kezdődött, első vetítését 2006. december 25-én tartották, míg országosan 2007. január 12-től került műsorra. Hudson kiemelkedő dicséretet kapott az And I Am –ing You I'm Not Going című sláger képernyőn történő megjelenítéséért, amely szerepének egyik kulcsfontosságú pillanata volt. A dal ekkor már zenei standardnak számított Amerikában Jennifer Holliday által, aki a 80-as években ugyanebben a szerepben adta elő. A New York Observer Hudson előadásáról rendkívül pozitívan írt és máris Oscar-díj esélyesnek nevezték. 2007-ben a filmben elhangzott Love You I Do jelölést kapott A legjobb eredeti filmbetétdalnak járó Oscar-díjra, illetve 2008-ban Grammy-díjat nyert A legjobb vizuális média számára írt dal kategóriában.

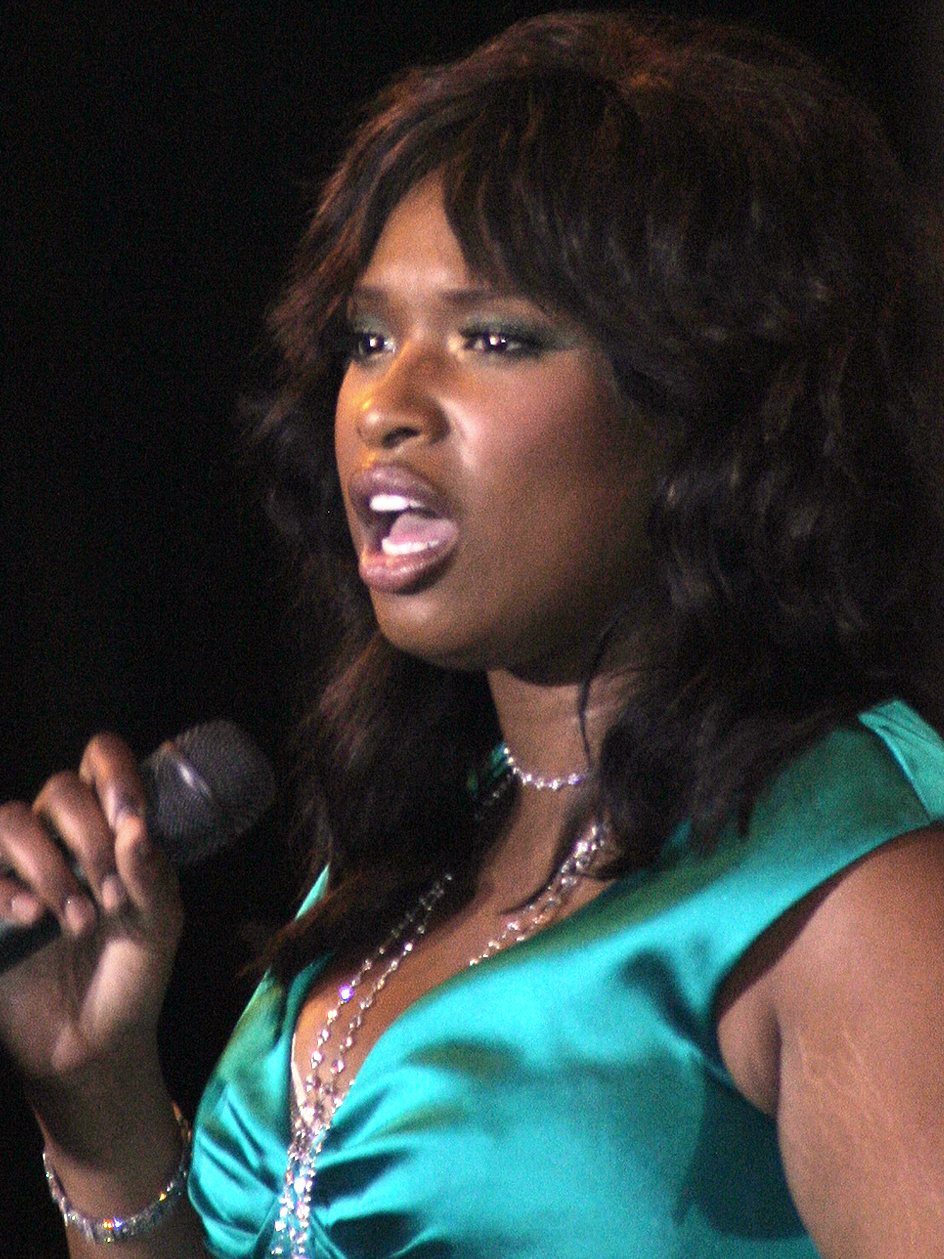
Jennifer Hudson fellépés közben 2007-ben

Effie White alakításáért Hudson 29 szakmai díjban részesült a filmkritikusoktól mint a legjobb női mellékszereplő vagy mint 2006 legjobb új előadóművésze. a legjobb női mellékszereplő kategóriában megkapta első Golden Globe-díját. Ezenfelül a Broadcast Film Critics Association és a Screen Actors Guild is a legjobb női mellékszereplőnek választotta. Dreamgirls-beli szereplését követően Simon Cowell gratuláló üzenetet küldött neki, melyet az Oprah Winfrey Show sugárzott. 2007 márciusában Hudson lett a harmadik afroamerikai híresség és az első afroamerikai énekesnő, aki a Vogue magazin címlapján szerepelt. 2007. február 11-én Londonban a 60. BAFTA-díjátadón elnyerte a legjobb női mellékszereplőnek járó díjat. Az énekesnő nem tudott megjelenni az eseményen, hogy átvegye díját, ami később a gála után elveszett és csak 2011. április 22-én került Hudsonhoz a Graham Norton Showban. 2007. február 25-én megkapta első Oscar-díját szintén A legjobb női mellékszereplő kategóriában. Köszönőbeszédében Hudson a következőt mondta: „Ó, Istenem. Nem tudom elhinni ezt. Nézd, mit tehet Isten. Nem gondoltam, hogy nyerni fogok. Bárcsak nagymamám is itt lenne és látna. Ő volt a legnagyobb inspirációm.” Beszédét azzal zárta, hogy Jennifer Hollidaynek is köszönetet mondott. Később 2007-ben szülővárosának, Chicagónak a polgármestere, Richard M. Daley március 6-át „Jennifer Hudson napnak” nyilvánította. Június 18-án Hudson meghívást kapott a Filmművészeti és Filmtudományi Akadémiába. Az Entertainment Weekly az évtized egyik legjobb alakításának nevezte Hudson szereplését a filmben mondván, hogy „Persze Beyoncé teljesítménye remek volt. Eddie Murphy lenyűgöző volt. De valójában csak egy oka volt annak, hogy mindannyian rohantunk a 2006-os Dreamgirlsreː Jennifer Hudson, ahogy az And I'm Telling You I'm Not Going című klasszikust énekli. Amikor azt énekelte, hogy „Szeretni fogsz”, az nem csak dalszöveg volt, hanem tény is.”

### 2008–2009:Jennifer Hudsonés filmek
2008 májusában Hudson szerepelt a Szex és New York filmváltozatában. Louise-t, Carrie Bradshaw asszisztensét alakította. A forgatás 2007 decemberében fejeződött be, majd 2008. május 30-án mutatták be a filmet. 2008 októberében A méhek titkos életében kapta meg harmadik filmszerepét, mint Rosaleen. Dakota Fanning, Queen Latifah, Sophie Okonedo és Alicia Keys mellett szerepelt a filmben, amely 2008. október 17-én nyitott az amerikai mozikban és mintegy 37 millió dolláros bevételt termelt. 2009 januárjában a People’s Choice Awardson két díjat nyert el A legjobb filmdráma és A legjobb független film kategóriákban. Emellett a film kilenc jelölést kapott a Black Reel Awards-gálán, ahol végül három díjat szerzett meg. Hudsont is jelölték a filmben nyújtott teljesítményéért, de Queen Latifahval szemben veszített. A film a 2009-es NAACP Image Awardson nyolc jelölést kapott, köztük Hudson is a teljesítményéért. 2009-ben Hudson feltűnt Kathy Archenault szerepében a Szárnyas teremtmények című filmben Dakota Fanning és Forest Whitaker mellett. A film 2009. augusztus 4-én jelent meg DVD-n. 2010-ben kezdődtek Winnie című életrajzi film forgatási munkálatai Winnie Mandela dél-afrikai politikus életéről. Winnie Mandela jogi lépésekkel fenyegette készítőket azt állítva, hogy „nem konzultáltak vele” a film kapcsán. A Winnie-t eredetileg 2011-ben mutatták volna be, végül az Image Entertainment 2013. szeptember 6-án adta ki a filmet.
2008 januárjában Hudson visszatért a stúdióba, hogy új dalokat rögzítsen debütáló stúdióalbumához. Kiadója elégedetlen volt azzal az irányzattal, amely felé Hudsont küldték zeneileg, és úgy döntött, hogy a legjobb lenne a régebbi dalokat leselejtezni, és inkább újakra koncentrálni. Hudson Ryan Tedderrel és Timbalanddal dolgozott együtt számos dalon. Debütáló kislemeze, a Spotlight 2008. június 10-én jelent meg,és Hudson első Top 40-es slágere lett a Billboard Hot 100-on, ahol a  24. helyig emelkedett. Az Egyesült Királyságban és Törökországban bejutott a legjobb 20 dal közé. Debütáló stúdióalbuma Jennifer Hudson címmel 2008. szeptember 30-án jelent meg az Arista kiadónál, melyen Ne-Yo-val és Stargate-tel dolgozott együtt. A közreműködők között megtalálható volt még többek között Timbaland, Missy Elliott, Robin Thicke, Harvey Mason, Jr., Diane Warren, Earl Powell és Christopher "Tricky" Stewart. Az album az amerikai Billboard 200 lista második helyén debütált 217 000 példánnyal az első héten, illetve többnyire pozitív vagy vegyes fogadtatásban részesült a zenei kritikusok felől is. 2009 augusztusáig a lemez 739 000 példányban kelt el az Egyesült Államokban és arany minősítést szerzett. Az All Dressed in Love című dalt a Szex és New York filmzenéhez vette fel, amely 2008. május 27-én jelent meg. Hudson a 2008. évi Demokratikus Nemzeti Konventen előadta a nemzeti himnuszt. Az album második kislemezét, az If This Isn't Love-ot 2008 októberében jelentették meg. Miután Hudson több családtagját is meggyilkolták, a kiadó 2009-re halasztotta a kislemez megjelenését. Megjelenését követően végül az If This Isn't Love a 63. helyig jutott a Billboard Hot 100-on, valamint a 37. helyig a brit kislemezlistán. A harmadik kislemez a Giving Myself volt, amely 2009 nyarán jelent meg az Egyesült Államokban. Debütáló stúdióalbuma három jelölést kapott a 2009-es Grammy-díjátadón. A Spotlightot jelölték A legjobb női R&B teljesítmény kategóriában, a Fantasia Barrinóval közös I'm His Only Woman A legjobb R&B duó- vagy együttes teljesítmény kategóriában, míg az album A legjobb R&B album kategóriában gyűjtött be jelölést. Az énekesnő fellépett a gálán, valamint átvette A legjobb R&B albumért járó Grammyt.

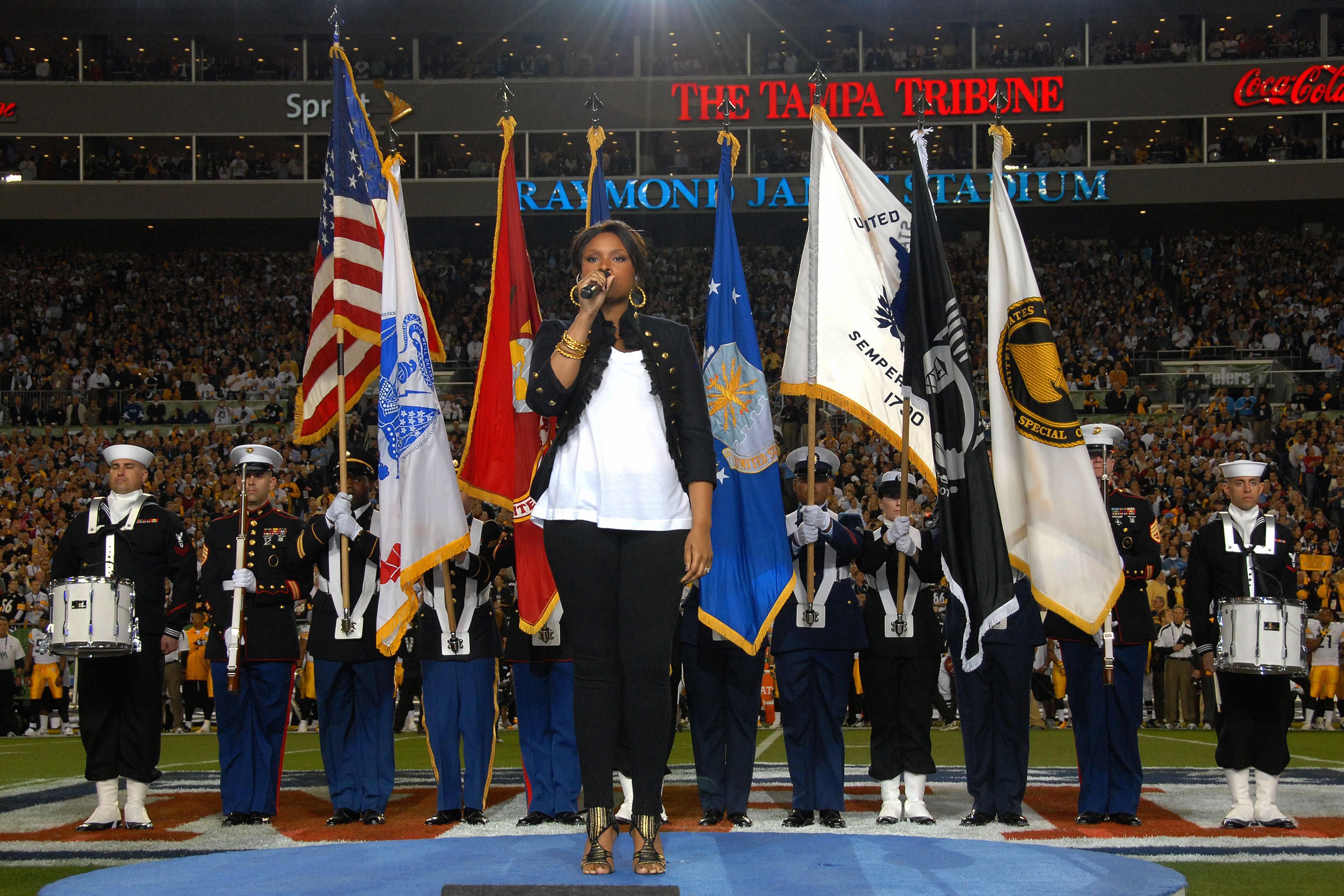
Jennifer Hudson több hónap kihagyás után a Super Bowl XLIII-n lépett fel először nyilvánosan, miután 2008 őszén több családtagját, köztük az édesanyját is meggyilkolták

2009 februárjában lépett fel először családjának meggyilkolása után. A Super Bowl XLIII-n elénekelte a nemzeti himnuszt. 2009-ben Robin Thicke-kel együtt turnézott az Egyesült Államokban. 2009 májusában torokproblémái miatt több koncertet is lemondott. 2009 júliusában Michael Jackson búcsúztatásán előadta a Will You Be There című dalt. Hudson felvette a Neither One of Us (Wants to Be the First to Say Goodbye) című dalt az American Idol Season 3: Greatest Soul Classics című lemezre. Közreműködő előadóként szerepelt Ne-Yo második, Because of You című nagylemezén a Leaving Tonight dalban. 2009 decemberében karácsonyi különkiadásban szerepelt Jennifer Hudson: I'll Be Home for Christmas címmel. Az adás során gyermekkori karácsonyait elevenítette fel zenei előadásokkal, melyeket kedvenc helyszínein forgattak szülővárosában, Chicagóban. 2010. január 22-én Hudson megjelent a „Hope for Haiti Now: A Global Benefit for Earthquake Relief” című maratoni tv-műsorban a Beatles Let it Be című dalának előadásával. A közvetítés 2010. január 26-ig mintegy 61 millió dolláros adományt generált.

### 2010–2012: Weight Watchers ésI Remember Me

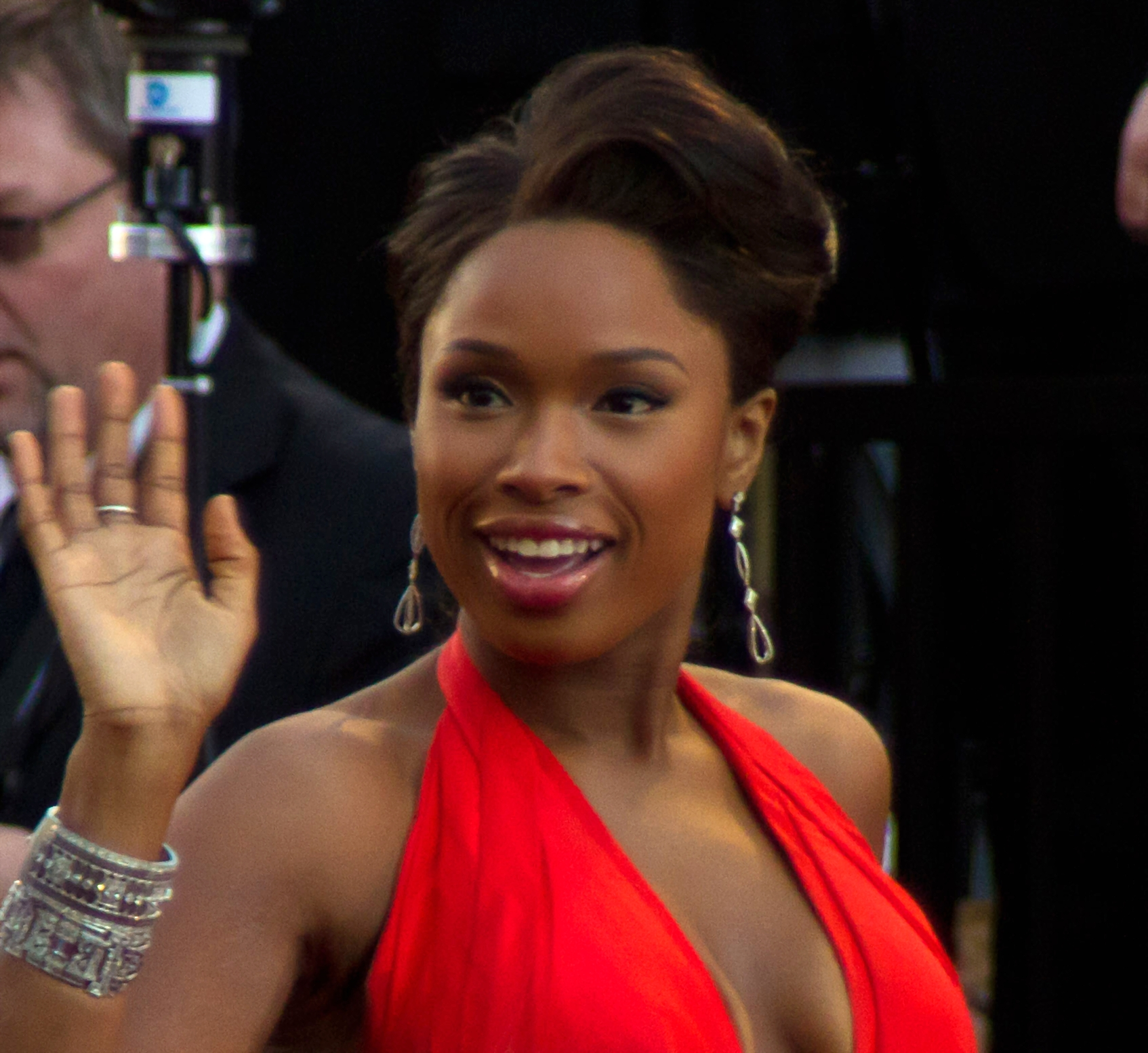
Jennifer Hudson a 83. Oscar-gálán 2011-ben

2010-ben Hudson lett a Weight Watchers szóvivője. Abban az évben mintegy 25 kilót fogyott az énekesnő és „nem akart ennél többet”. 2011. február 10-én azonban megjelent az Oprah Winfrey Showban, és kiderült, hogy összesen 36 kilót fogyott. 2012-es önéletrajzi könyve, az I Got This: How I Changed My Ways and Lost What Weighed Me Down részletesen bemutatta a fogyását.
Az I Remember Me írásának korai szakaszában Ne-Yo elmondta az E! Online-nak, hogy Hudson készen áll arra, hogy egy személyesebb albumot adjon ki és lehetséges, hogy ő lesz az egyik producere. Ne-Yo elmondta, hogy „Nagyon sok mindenen ment keresztül az elmúlt évben, ezért van is mondanivalója róla” – folytatja. „Mindenképpen megerősödött. Elképesztőek azok a dolgok, amelyeken keresztülment, és ennek ellenére derűs és boldog.” Hudson 2011. március 22-én jelentette meg második stúdióalbumát, az I Remember Me-t. A Billboard 200 albumlista második helyén debütált 165 000 példányban az első héten. 2011. január 24-én mutatta be az album első kislemezét, a Where You At-et. A dalt R. Kelly írta, producere Harvey Mason, Jr volt, és még megjelenése hetén a rádiókhoz került. 2011. február 3-án a rádiós hallgatottság miatt a kislemez az amerikai Billboard Hot R&B/Hip-Hop Songs 53. helyén debütált, majd egészen a tizedik helyig emelkedett. 2011 májusában a No One Gonna Love You című dal került fel az amerikai rádiók lejátszási listáira. 2011 júliusában a dalhoz készült remix megjelent az Egyesült Államokbanan és az Egyesült Királyságban is, és a 23. helyig jutott a Hot R&B/Hip-Hop Songs listán. Harmadik kislemezként kiadták az I Got Thist. A Don't Look Down című dal, annak ellenére, hogy nem volt kislemez, a 70. helyig jutott a Hot R&B/Hip-Hop Songs listán.
Hudson egy apácát játszott a Farrelly testvérek A dilis trió (2012) című filmjében. Whitney Houston halála utáni napon az 54. Grammy-gálán Hudson elénekelte Houston I Will Always Love You című dalát a Los Angeles-i Staples Centerben.

### 2013–2014:JHUD

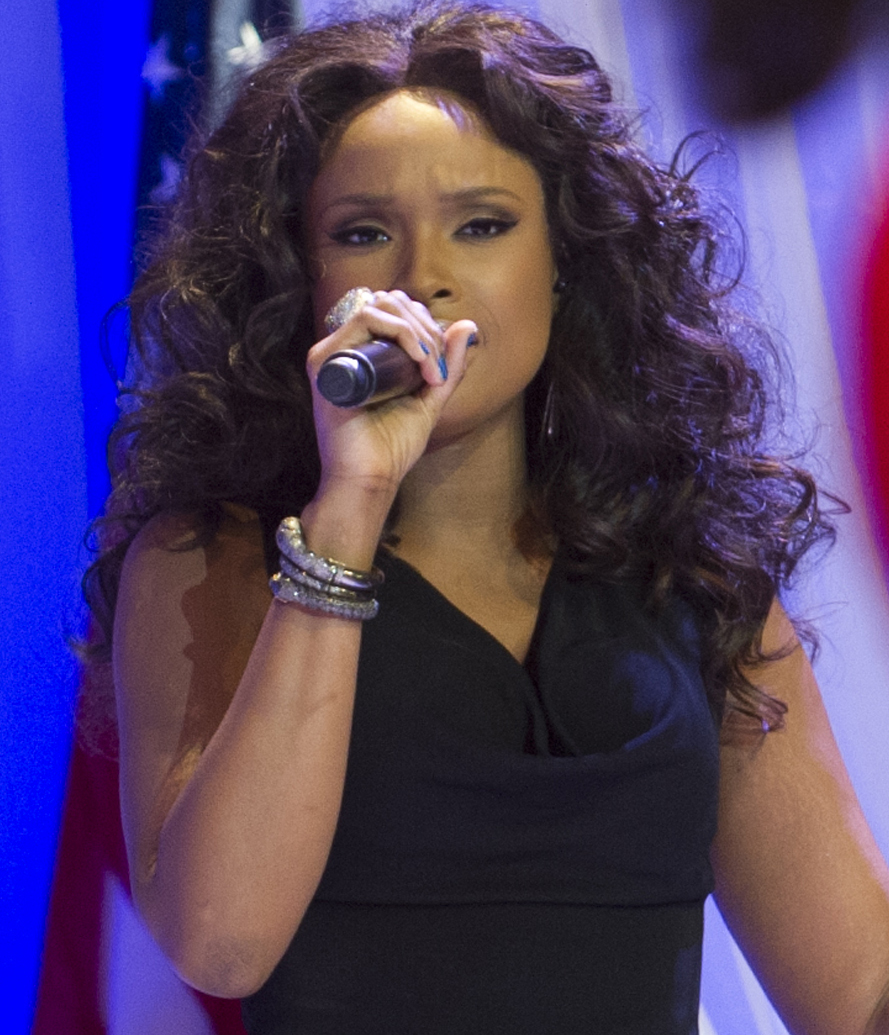
Jennifer Hudson a Főparancsnoki bálon a Washingtoni Kongresszusi Központban 2013-ban

Hudson 2013-ban feltűnt a Kasszasiker című sorozat második évadában 3 epizód erejéig. A Super Bowl XLVII-n a Sandy Hook Elementary School kórusával elénekelte az America the Beautiful című dalt, illetve fellépett a 85. Oscar-gálán, ahol a musical filmek előtt tisztelgett előadásával. A 2013-as MTV Video Music Awardson Macklemore-ral, Ryan Lewis-szel és Mary Lamberttel közösen előadta a Same Love című dalt.
2013. szeptember 21-én Hudson készülő harmadik stúdióalbumának első kislemeze megjelent az énekesnő honlapján. A 70-es évek stílusára hajazó gyors tempójú ballada, az I Can't Describe (The Way I Feel) T.I. közreműködésével készült, míg produceri munkálatait Pharrell Williams végezte. A dalt Chaka Khan, Evelyn Champagne King és T.I. mellett adta elő. a 2013-as Soul Train Awardson. 2013 októberében szerepelt a The Inevitable Defeat of Mister & Pete című drámában Jordin Sparks oldalán, emellett feltűnt a Közel a karácsony című dráma/musicalben. 2013 november 13-án Hudson csillagot kapott a Hollywoodi hírességek sétányán, szám szerint övé lett a 2512. csillag. 2014-ben Amy Adams-szel közösen szerepelt az Altatódal című drámában.
Hudson harmadik stúdióalbuma, a JHUD 2014. szeptember 23-án jelent meg. Hudson „pörgősebbnek” nevezte ezt az albumot elődeihez képest. Többek között Timbalanddal, Pharrell Williamsszel, RedOne-nal és R. Kelly-vel dolgozott együtt rajta. RedOne a felvételről azt mondta: „Ez nem sima tánc, hanem lélektánc. Nagyon a '70 -es évek stílusa.” Hudson kijelentette: „Amit csinálunk, annyira jó, hogy soha nem akarok hazamenni (a stúdióból). A nővérem és a menedzserem a kanapén fognak aludni, amíg dolgozunk hajnali 4-ig vagy 5-ig.” Az R. Kellyvel készült It's Your World című dal jelölést kapott a 2015-ös Grammy-gálán A legjobb R&B teljesítmény kategóriában. Június 20-án megjelent a Walk it Out (Timbaland közreműködésével) videóklipje. A JHUD album a tizedik helyig jutott az amerikai Billboard 200 listán.

### 2015–2016ːThe Color Purple,Hairspray LiveésÉnekeljǃ
A 87. Oscar-gálán Hudson előadta az I Can't Let Go című dalt az NBC Kasszasiker című sorozatából az előző évben elhunyt hollywoodi személyek előtt tisztelegve. Később, 2015-ben, vendégszerepelt Michelle White szerepében, aki egy kisebb visszatérő karakter volt az Empire című sorozat első évadában. A műsorban három dalt énekelt: Remember the Music, Whatever Makes You Happy és For My God. Hudson részt vett Ferenc pápa első amerikai látogatásán és elénekelte Leonard Cohen Hallelujah című dalát a saját feldolgozásában.
2015 őszén debütált a Broadwayen, ahol Shug Avery szerepében tűnt fel a The Color Purple című darabban olyan színészek mellett, mint Cynthia Erivo és Danielle Brooks. A New York Times kritikusa, Ben Brantley dicsérte Hudson alakítását mondván, hogy „Ms. Hudson buja, rugalmas színpadi jelenlétet sugároz, amit bársonyos hangja is visszhangoz.” Hudson később megkapta második Grammy-díját A legjobb zenés színházi album kategóriában a The Color Purple-ban nyújtott teljesítményéért.
2016 júniusában Hudson a BET Awardson adta elő Prince Purple Rain című dalát, amelyet korábban a színpadon is elénekelt már a The Color Purple színészgárdájával Prince halálának napján. Fellépése alatt ruhája Princéhez hasonló volt. Megemlékezését rendkívül pozitívan fogadták. 2016. június 28-án Hudson szerződést kötött az Epic Records lemezkiadó céggel. L. A. Reid (az Epic vezérigazgatója) és Clive Davis (az Arista vezérigazgatója) először egyesítették ereiket Whitney Houston 25 évvel ezelőtti Több mint testőr filmzenéje óta. „Jennifer Hudson ennek a generációnak a meghatározó hangja” – mondta Reid. „Díjnyertes jelenléte a lemezeken, a filmekben és a színpadon az A-listás művészek közé emeli őt ebben a században.” Davis hozzátetteː „2007-ben szerződtettem le Jennifert, mert úgy véltem, hogy ő a legerősebb jelölt arra, hogy a következő generáció Aretha Franklinje és Whitneyje legyen. És valóban ő lett az, amikor LA és én izgalmasan újra összeállunk, hogy Jennifert minden idők legjobbjai közé örökítsük.” Eközben Hudson kisebb filmes szerepeket vállaltː szerepelt Spike Lee musicaljében, a Chi-Raqban, valamint az HBO Bizonyosság című filmjében Kerry Washington oldalán.
2016 decemberében Hudson feltűnt Motormouth Maybelle szerepében az NBC Hairspray Live! című televíziós műsorában. Az I Know Where I've Been című polgári jogi témájú ballada feldolgozása elnyerte mind a nézők, mind a kritikusok tetszését. A stáblista során színésztársával Ariana Grandéval duettezettː együtt énekelték Shaiman és Wittman Come So Far című dalát. Hudson a hangját kölcsönözte Nana Noodleman karakterének fiatalabb változatához az Illumination Entertainment filmjében, az Énekeljǃ-ben, amely 2016. december 21-én jelent meg. A filmben a The Beatles klasszikusát, az Golden Slumbers / Carry That Weight-t énekelte, ami a film visszatérő zenei témája volt. A filmzenei album deluxe változatán Tori Kellyvel duettezik Leonard Cohen Hallelujah című dalában.

### 2017–jelenːSandy Wexler,The Voice,Respect,Macskák
Hudson Courtney Clarke karakterében egy énekesnőt alakított Adam Sandler mellett a Netflix Sandy Wexler című filmjében, amelynek bemutatója 2017 áprilisában volt. 2017 elején Hudson a The Voice franchise-ban debütált mentorként a The Voice UK hatodik évadjában. Mentoráltjával, Mo Adenirannal megnyerte az évadot, ezzel az első női mentor lett a műsor történetében, akinek ez sikerült. 2017. május 10-én bejelentették, hogy a brit változatban elért sikere után Hudson a tizenharmadik évadban mentorként csatlakozott a The Voice amerikai változatához.

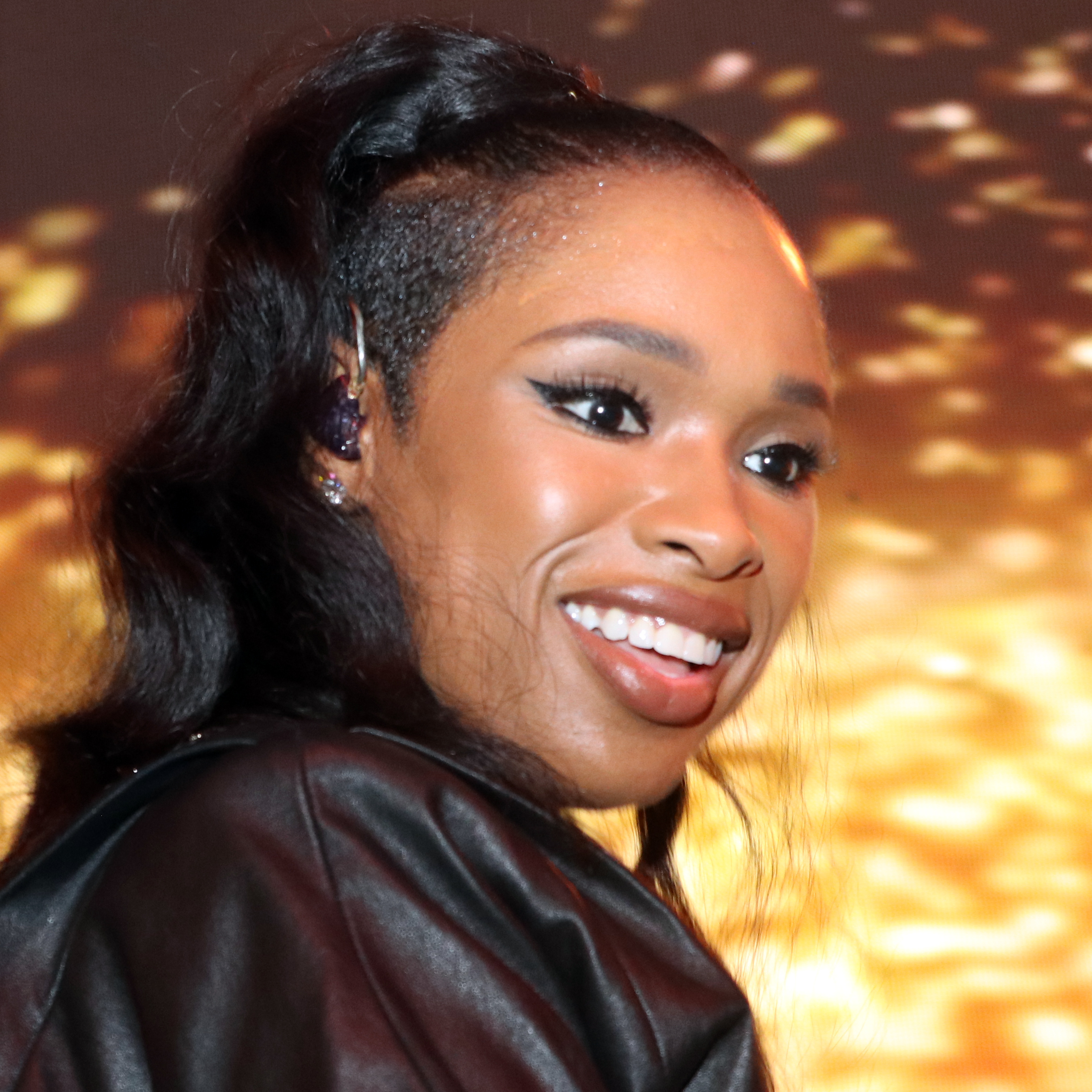
Jennifer Hudson 2018-ban

2017. március 3-án kiadta a Remember Me című dalát, majd 2017. december 12-én a Burden Down jelent meg. Ugyanezen a napon Hudson először élőben előadta a Remember Me-t a The Voice elődöntőjének estéjén. Később a kislemezhez egy videóklip is megjelent. Hudson a következő évben is visszatért a The Voice UK-be mentorként, melynek premierje 2018. január 6-án volt és április 7-ig tartott, ahol Hudson döntőse, Belle Voci a harmadik helyezett lett. 2018. január 27-én Clive Davis nyilvánosságra hozta, hogy Aretha Franklin az énekesnőt választotta ki arra, hogy életrajzi filmjében Franklint alakítsa. A film a Respect címet kapta; rendezője Liesl Tommy.
2018 márciusában Hudson részt vett és énekelt Washingtonban a March for Our Lives („Menet az életünkért”) elnevezésű felvonuláson, melyen a fegyvertartást érintő törvények szigorítását követelték a résztvevők. Hudson mentorként visszatért a The Voice amerikai változatának tizenötödik évadjában, miután egy szezon szünetet tartott. Döntős versenyzője, Kennedy Holmes az összesítésben a negyedik helyen végzett. 2018. szeptember 21-én a Daily Express bejelentette, hogy Hudson visszatér a The Voice UK nyolcadik évadában. 2019 szeptemberében nyilvánosságra hozták, hogy Hudson nem tér vissza a soron következő, kilencedik évadban az Egyesült Államokban vállalt munkáira hivatkozva; helyére Meghan Trainor került a műsorban. 2018-ban megkapta Grizabella szerepét a Macskák filmadaptációjában, amely 2019-ben került a mozivásznakra. A film negatív fogadtatásban részesült a kritikusok felől. Hudson alakítása azonban sokaknak elnyerte a tetszését, aki a Memory című dalnak az előadásával több kiadvány szerint is kiérdemelte a film legjobb pillanatáért járó elismerést.
2020 márciusában Hudson együttműködött Bonóval, Will.i.ammel és Yoshikivel a #SING4LIFE című dal megalkotásában, melyet a négy zenész írt közösen a COVID–19-járvány idején, hogy jobb kedvre derítsék a hallgatókat.

## Magánélete
Hudson 1999-ben, 18 éves korában kezdett járni James Paytonnal. 2007-ben különváltak. 2008 szeptemberében eljegyezte az énekesnőt David Otunga, pankrátor és jogász. 2009 augusztusában született a pár első gyermeke, David Daniel Otunga, Jr. 2017 novemberében Hudson és Otunga különváltak egymástól. Hudsonnak Chicago külvárosában, Burr Ridge-ben van otthona.

### Családi tragédia
2008. október 24-én Hudson 57 éves édesanyját, Darnell Donersont és 29 éves testvérét, Jasont agyonlőtték chicagói otthonukban. A házban élt még Hudson idősebb testvére, Julia is. A rendőrség AMBER Alertet adott ki Hudson 7 éves unokatestvérére, Julian Kingre, miután az énekesnő nővére, Julia bejelentette fia eltűnését. Három nappal később a Szövetségi Nyomozóiroda megerősítette, hogy a chicagói West Side-on megtalálták unokaöccse holttestét. A boncolás azt mutatta, hogy „több lövés okozta sérülésben” halt meg a fiú. A rendőrség William Balfourt, Julia 27 éves, elhidegült férjét gyanúsította meg és tartóztatta le gyilkosság és betörés vádjával. 2012 júliusában minden vádpontban bűnösnek találták Balfourt, akit életfogytiglani szabadságvesztésre ítéltek, feltételes szabadlábra helyezés lehetősége nélkül.
Hudson családja a három áldozat tiszteletére létrehozta a Hudson-King Alapítványt az áldozatok családjainak megsegítésére. Hudson és nővére Julian tiszteletére létrehozták a Julian D. King Ajándék Alapítványt, amely keretében karácsonyi ajándékokat és tanszereket biztosítanak a Chicago környékén rászoruló családoknak.

## Diszkográfia
- Jennifer Hudson (2008)
- I Remember Me (2011)
- JHUD (2014)

## Filmográfia

### Film
| Év   | Magyar cím            | Eredeti cím                            | Szerep                           | Magyar hang       |
| ---- | --------------------- | -------------------------------------- | -------------------------------- | ----------------- |
| 2006 | Dreamgirls            | Dreamgirls                             | Effie White                      | Náray Erika       |
| 2008 | Szex és New York      | Sex and the City                       | Louise                           | Parti Nóra        |
| 2008 | A méhek titkos élete  | The Secret Life of Bees                | Rosaleen Daise                   | Náray Erika       |
| 2008 | Szárnyas teremtmények | Winged Creatures                       | Kathy Archenault                 | Sági Tímea        |
| 2011 | Winnie                | Winnie Mandela                         | Winnie Mandela                   |                   |
| 2012 | A dilis trió          | The Three Stooges                      | Rosemary nővér                   |                   |
| 2013 |                       | The Inevitable Defeat of Mister & Pete | Gloria                           |                   |
| 2013 | Közel a karácsony     | Black Nativity                         | Naima Cobbs                      |                   |
| 2014 | Altatódal             | Lullaby                                | Carrie nővér                     | Nemes Takách Kata |
| 2015 |                       | Chi-Raq                                | Irene                            |                   |
| 2016 | Énekelj!              | Sing                                   | Nana Noodleman fiatalon (hangja) |                   |
| 2017 |                       | Sandy Wexler                           | Courtney Clarke                  |                   |
| 2018 | A szörnyeteg          | Monster                                | Mrs. Harmon                      |                   |
| 2019 | Macskák               | Cats                                   | Grizabella                       | Nádasi Veronika   |
| 2021 | Respect               | Respect                                | Aretha Franklin                  | Bánfalvi Eszter   |
| 2022 |                       | Tell It Like a Woman                   | Kim Carter / Pepcy               |                   |
| 2024 | Lélegezz              | Breathe                                | Maya                             | Náray Erika       |

### Televízió
| Év        | Magyar cím                                 | Eredeti cím                              | Szerep                   | Megjegyzések                                |
| --------- | ------------------------------------------ | ---------------------------------------- | ------------------------ | ------------------------------------------- |
| 2004      |                                            | American Idol                            | versenyző                | 7. helyezett (3. évad)                      |
| 2011      |                                            | The X Factor                             | önmaga (vendég zsűritag) | 8. évad                                     |
| 2012      | Kasszasiker                                | Smash                                    | Veronica Moore           | 3 epizód                                    |
| 2013      | Öt történet az elmezavarról                | Call Me Crazy: A Five Film               | Maggie                   | - tévéfilm - magyar hangja: - Solecki Janka |
| 2015      | Empire                                     | Empire                                   | Michelle White           | 3 epizód                                    |
| 2016      | Bizonyosság                                | Confirmation                             | Angela Wright            | - tévéfilm - magyar hangja: - Solecki Janka |
| 2016      | Amynek áll a világ                         | Inside Amy Schumer                       | önmaga                   | 1 epizód                                    |
| 2016      |                                            | Hairspray Live!                          | Motormouth Maybelle      | különkiadás                                 |
| 2017      |                                            | Ant and Dec's Saturday Night Takeaway    | önmaga (előadóművész)    | két epizód                                  |
| 2017–2019 |                                            | The Voice UK                             | önmaga (mentor)          | 6-8. évad                                   |
| 2017–2019 |                                            | The Voice U.S.                           | önmaga (mentor)          | 13. és 15. évad                             |
| 2019      |                                            | Live in Front of a Studio Audience       | önmaga (vendégelőadó)    | 1 epizód                                    |
| 2020      | Mariah Carey varázslatos karácsonyi műsora | Mariah Carey's Magical Christmas Special | önmaga (előadóművész)    | különkiadás                                 |
| 2022–     |                                            | The Jennifer Hudson Show                 | önmaga (házigazda)       |                                             |
| 2023      | Holdlány és Ördögi Dinoszaurusz            | Moon Girl and Devil Dinosaur             | Mane (hangja)            | 1 epizód                                    |